# Elly Winter (Politikerin)

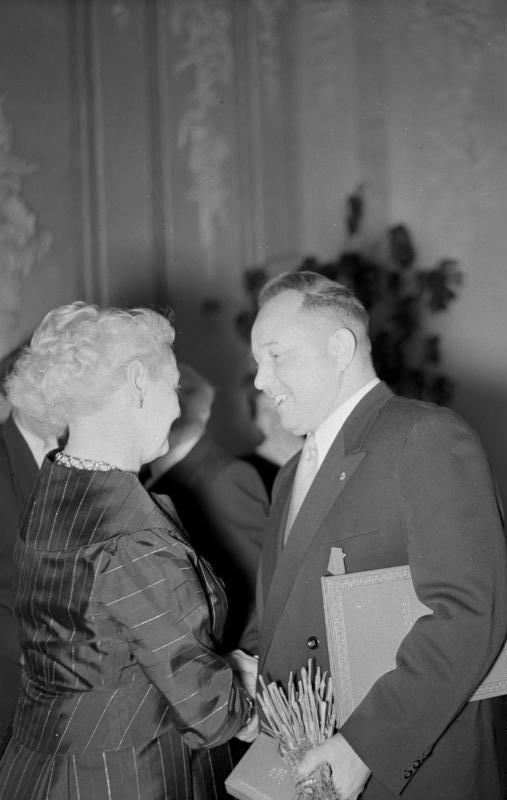
Elly Winter gratuliert Erich Mielke zum Karl-Marx-Orden (1957)

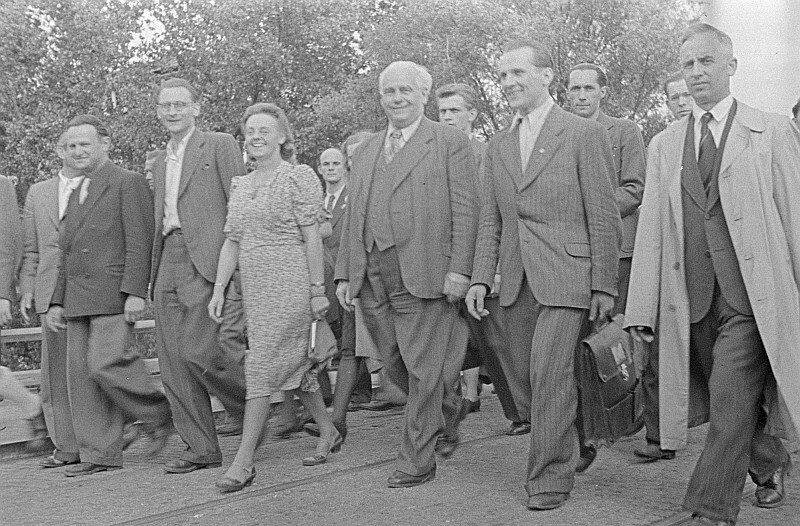
Erich Glückauf, Paul Verner, Elly Winter, Wilhelm Pieck, Erich Honecker und Karl Schabrod (1946)

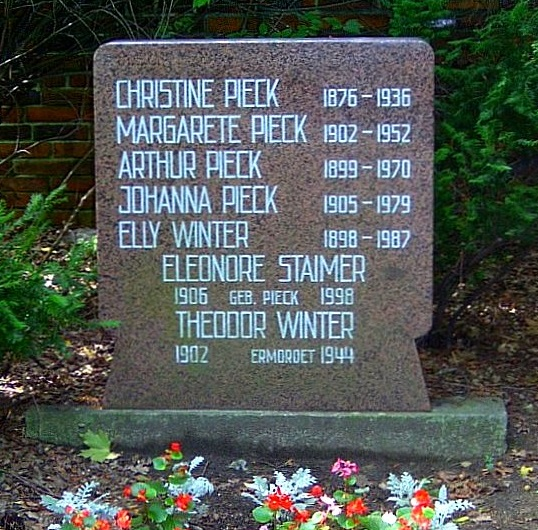
Grab von Elly Winter und Familie in der Gräberanlage „Pergolenweg“ in Berlin

Irma Elly Gertrud Winter, geborene Pieck (* 1. November 1898 in Bremen; † 13. Mai 1987 in Ost-Berlin) war eine deutsche Kommunistin sowie Partei- und Staatsfunktionärin. Sie war die älteste Tochter des ostdeutschen Präsidenten Wilhelm Pieck, war während der Weimarer Republik Mitglied der KPD und nach der Befreiung vom Nationalsozialismus ein Mitglied der Sozialistischen Einheitspartei (SED) in Ostdeutschland. Während der Präsidentschaft ihres Vaters war sie seine Assistentin. Sie war Mitglied des Instituts für Marxismus-Leninismus des ZK SED.

## Biografie
Die erstgeborene Tochter des deutschen marxistischen Aktivisten und Sozialdemokraten Wilhelm Pieck wurde am 1. November 1898 in Bremen als Elly Pieck geboren. Nach der Volksschule absolvierte sie die Handelsschule. Danach folgte eine Ausbildung zur Sekretärin und von 1920 bis 1923 eine entsprechende Tätigkeit beim Eisenwerk Varel in Bremen. Schon in jungen Jahren in der SAJ politisch aktiv, trat sie 1919 der Kommunistischen Partei Deutschlands (KPD) bei und wurde später Mitglied der RGO. Sie heiratete 1928 Theodor Winter, einen Mitaktivisten der Kommunistischen Partei. Von 1926 bis 1930 war sie für die Kassenführung der KPD-Bezirksleitung Nordwest in Bremen zuständig. 1930 bis 1932 war sie als leitende Buchhalterin bei der Bremer Filiale der Papiererzeugungs- und Verwertungsaktiengesellschaft und 1932/33 für eine Buchhandlung in Berlin tätig.
Nach der Machtergreifung der Nationalsozialisten wurde sie im Sommer 1933 kurzzeitig inhaftiert und gefoltert. Mitte September 1933 floh die Familie Pieck aus dem Deutschen Reich zunächst nach Frankreich, dann über die Schweiz nach Polen und erhielt schließlich in der Sowjetunion Asyl. Im sowjetischen Exil arbeitete sie weiter als Sekretärin in verschiedenen Arbeitsstellen und während des Deutsch-Sowjetischen Krieges leitete sie eine Verteilerstelle des Radiosektors der Kommunistischen Internationale. Familie Pieck blieb bis zur Kapitulation der Wehrmacht im Mai 1945 auf sowjetischem Gebiet. Ihr Ehemann Theodor Winter, Widerstandskämpfer gegen den Nationalsozialismus war im Deutschen Reich von der Gestapo festgenommen worden und letztlich an unbekannter Stelle hingerichtet.
Zurück in Deutschland ließ sich Winter in der SBZ nieder, trat der Kommunistischen Partei Deutschlands bei und wurde nach der Zwangsvereinigung von SPD und KPD Mitglied der SED. Nach der Wahl Wilhelm Piecks 1949 zum Präsidenten der neu gegründeten DDR fungierte Winter weiterhin als Assistentin und persönliche Sekretärin ihres Vaters. Sie kümmerte sich während seiner letzten Krankheit bis kurz vor seinem Tod im Jahr 1960 um ihn. Danach verwaltete sie seine persönlichen Archive.
Gleichzeitig war Winter ein führendes Mitglied des Instituts für Marxismus-Leninismus des ZK der SED in Ostberlin, wo sie 1987 starb. Für ihre langjährige politische Tätigkeit in der DDR wurde Winter mit verschiedenen Preisen ausgezeichnet, darunter zwei Medaillen des Vaterländischen Verdienstordens und die Medaille für Kämpfer gegen den Faschismus.

## Auszeichnungen
- 1945: Orden des Vaterländischen Krieges
- 1955: Clara-Zetkin-Medaille[1]
- 1958: Medaille für Kämpfer gegen den Faschismus 1933 bis 1945[1]
- 1963: Banner der Arbeit[1]
- 1958, 1965: Vaterländischer Verdienstorden[1]
- 1968: Ehrenspange zum Vaterländischen Verdienstorden[1]
- 1978: Karl-Marx-Orden[1]
- 1983: Stern der Völkerfreundschaft[1]
- 1985 Medaille „40. Jahrestag des Sieges im Großen Vaterländischen Krieg 1941–1945“[4]